# Baelen
Baelen este o comună francofonă din regiunea Valonia din Belgia. Comuna este formată din localitățile Baelen, Membach, Heggen și Nereth. Suprafața totală a comunei este de 85,73 km². La 1 ianuarie 2008 comuna avea o populație totală de 4.156 locuitori. 
Comuna are un statut lingvistic special, oferind facilități în materie de educație pentru locuitorii germanofoni și neerlandofoni. Comuna dispune de posibilitatea de a cere schimbarea statutului pentru a oferi și facilități administrative.